# بيدرو بيرغس
بيدرو مانول بيرغس نافال (بالإسبانية: Pedro Manuel Bergés Naval)‏ (1906–1978) هو لاعب كرة قدم كوبي راحل.

## مسيرته الدولية
شارك بيرغس مع منتخب كوبا في كأس العالم لكرة القدم 1938 في فرنسا. ولعب في ثلاث مباريات دون إحراز أية أهداف.

## وصلات خارجية
بيدرو بيرغس على موقع الاتحاد الدولي (مؤرشف)  (الإنجليزية)
- بيدرو بيرغس على موقع قاعدة بيانات كرة القدم.إي يو (الإنجليزية)
- بيدرو بيرغس على موقع ناشيونال فوتبول تيمز (الإنجليزية)
- بيدرو بيرغس على موقع Soccerway.com (الإنجليزية)
- بيدرو بيرغس على موقع عالم كرة القدم.نت (الإنجليزية)